# Divizia A 1962-1963
Sezonul 1962-1963 al Diviziei A a fost cea de-a 45-a ediție a Campionatului de Fotbal al României, și a 25-a de la introducerea sistemului divizionar. A început pe 19 august 1962 și s-a terminat pe 14 iulie 1963. Dinamo București a devenit campioană pentru a treia oară în istoria sa.

## Clasament
| Loc | Echipă                 | Pct. | MJ | V  | E  | Î  | GM | GP | GA    | Calificare sau retrogradare               |
| --- | ---------------------- | ---- | -- | -- | -- | -- | -- | -- | ----- | ----------------------------------------- |
| 1.  | Dinamo (C)             | 37   | 27 | 14 | 9  | 4  | 46 | 25 | 1,840 | Cupa Campionilor 1963-64 Prima rundă      |
| 2.  | Steaua București       | 34   | 27 | 13 | 8  | 6  | 58 | 42 | 1,381 |                                           |
| 3.  | Politehnica Timișoara  | 29   | 27 | 11 | 7  | 9  | 41 | 39 | 1,051 |                                           |
| 4.  | Știința Cluj           | 29   | 27 | 11 | 7  | 9  | 42 | 44 | 0,955 |                                           |
| 5.  | Farul                  | 28   | 27 | 12 | 4  | 11 | 48 | 38 | 1,263 |                                           |
| 6.  | Steagul Roșu Brașov    | 28   | 27 | 12 | 4  | 11 | 48 | 44 | 1,091 | Cupa Orașelor Târguri 1963-64 Prima rundă |
| 7.  | Petrolul Ploiești      | 27   | 27 | 10 | 7  | 10 | 46 | 30 | 1,533 | Cupa Cupelor 1963-64 Prima rundă          |
| 8.  | Rapid                  | 27   | 27 | 10 | 7  | 10 | 52 | 46 | 1,130 | Cupa Balcanică 1963-64                    |
| 9.  | Progresul București    | 27   | 27 | 10 | 7  | 10 | 45 | 49 | 0,918 |                                           |
| 10. | Poli Iași              | 26   | 27 | 8  | 10 | 9  | 44 | 53 | 0,830 |                                           |
| 11. | UTA Arad               | 25   | 27 | 10 | 5  | 12 | 47 | 49 | 0,959 |                                           |
| 12. | Dinamo Bacău (R)       | 23   | 27 | 9  | 5  | 13 | 32 | 42 | 0,762 | Retrogradare în Divizia B 1963-1964       |
| 13. | CA Oradea (R)          | 23   | 27 | 9  | 5  | 13 | 34 | 47 | 0,723 | Retrogradare în Divizia B 1963-1964       |
| 14. | Viitorul București (X) | 15   | 14 | 6  | 3  | 5  | 33 | 26 | 1,269 | Desființată după turul sezonului          |
| 15. | Minerul Lupeni (R)     | 14   | 27 | 4  | 6  | 17 | 24 | 66 | 0,364 | Retrogradare în Divizia B 1963-1964       |

1. 1 2  Echipele au fost invitate.
2. ↑  Viitorul Bucuresti a fost de fapt Echipa Națională de juniori a României, caștigătoare a turneului UEFA Junior in primăvara anului 1962. A fost admisă direct în Divizia A, dar după prima parte a sezonului, a fost desființată; rezultatele lor au rămas valabile.

| Câștigătorii Diviziei A, ediția 1962/1963 |
| ----------------------------------------- |
| Dinamo București Al 3-lea Titlu           |

## Rezultate
| Oaspeți ► Gazde ▼                          | IAȘ | CRI | BAC | DIN | FAR | MIN | PET | PRO | RAP | SRB | STE | UTA | VIB | ȘCJ | ȘTI |
| ------------------------------------------ | --- | --- | --- | --- | --- | --- | --- | --- | --- | --- | --- | --- | --- | --- | --- |
| CSMS Iași                                  | —   | 3–0 | 3–2 | 2–2 | 2–2 | 3–0 | 1–1 | 1–2 | 1–1 | 2–0 | 1–1 | 3–0 | 2–2 | 2–1 | 3–1 |
| Crișana Oradea                             | 0–0 | —   | 0–1 | 1–3 | 0–1 | 4–0 | 2–0 | 2–1 | 4–2 | 1–0 | 1–0 | 4–3 | 3–2 | 4–0 | 1–1 |
| Dinamo Bacău                               | 3–0 | 1–1 | —   | 0–0 | 3–1 | 3–0 | 0–0 | 3–4 | 1–0 | 1–1 | 2–3 | 2–0 | 1–2 | 0–0 | 3–0 |
| Dinamo București                           | 6–1 | 4–0 | 1–0 | —   | 0–0 | 4–2 | 2–1 | 3–2 | 1–1 | 4–0 | 2–2 | 4–2 | —   | 0–0 | 0–1 |
| Farul Constanța                            | 3–1 | 1–0 | 4–1 | 0–1 | —   | 5–1 | 2–0 | 4–0 | 4–2 | 1–1 | 1–0 | 1–1 | —   | 4–2 | 3–0 |
| Minerul Lupeni                             | 2–1 | 4–0 | 0–1 | 1–2 | 1–0 | —   | 1–1 | 0–0 | 0–0 | 3–0 | 1–1 | 0–0 | —   | 1–3 | 0–0 |
| Petrolul Ploiești                          | 1–1 | 8–1 | 4–0 | 0–1 | 1–0 | 4–0 | —   | 4–0 | 3–2 | 0–0 | 4–0 | 4–0 | 3–0 | 0–0 | 5–1 |
| Progresul București                        | 3–3 | 1–0 | 2–0 | 0–0 | 0–3 | 2–1 | 0–0 | —   | 2–1 | 4–3 | 2–2 | 2–1 | —   | 6–3 | 0–0 |
| Rapid București                            | 4–1 | 1–0 | 5–1 | 2–1 | 1–0 | 5–2 | 6–1 | 3–2 | —   | 2–1 | 0–2 | 3–4 | 1–3 | 1–0 | 1–1 |
| Steagul Roșu Brașov                        | 2–1 | 1–1 | 1–2 | 3–0 | 4–2 | 8–0 | 2–0 | 2–0 | 2–1 | —   | 3–2 | 2–0 | —   | 4–2 | 3–1 |
| Steaua București                           | 2–2 | 4–2 | 2–0 | 0–0 | 5–4 | 3–2 | 3–1 | 3–1 | 3–3 | 0–1 | —   | 4–1 | 4–2 | 4–1 | 5–3 |
| UTA Arad                                   | 2–3 | 3–1 | 3–1 | 0–1 | 4–0 | 3–1 | 2–0 | 1–1 | 2–0 | 3–1 | 0–2 | —   | 2–2 | 5–0 | 3–2 |
| Viitorul București                         | —   | —   | —   | 1–0 | 3–1 | 7–0 | —   | 1–5 | —   | 7–1 | —   | —   | —   | 0–0 | 1–3 |
| Știința Cluj                               | 6–0 | 1–0 | 2–0 | 3–3 | 1–0 | 2–1 | 1–0 | 3–2 | 2–2 | 2–1 | 1–1 | 4–1 | —   | —   | 2–1 |
| Știința Timișoara                          | 4–1 | 1–1 | 3–0 | 0–1 | 3–1 | 4–0 | 2–0 | 2–1 | 2–2 | 2–1 | 1–0 | 1–1 | —   | 1–0 | —   |
| Câștigă gazdele; Remiză; Câștigă oaspeții. |     |     |     |     |     |     |     |     |     |     |     |     |     |     |     |